# Cochranella euhystrix
Cochranella euhystrix är en groddjursart som först beskrevs av John E. Cadle och Roy McDiarmid 1990.  Cochranella euhystrix ingår i släktet Cochranella och familjen glasgrodor. IUCN kategoriserar arten globalt som otillräckligt studerad. Inga underarter finns listade i Catalogue of Life.